# Янгутаяха
Янгутаяха (устар. Янгута-Яха) — река в Ямальском районе Ямало-Ненецкого АО. Устье реки находится в 18 км по левому берегу Обской протоки Янготы, впадающей в Хаманельскую Обь. Высота устья — 0,8 м над уровнем моря.
Длина реки составляет 43 км, в 26 км от устья по правому берегу впадает приток Идюрцятатосё.

## Данные водного реестра
По данным государственного водного реестра России относится к Нижнеобскому бассейновому округу, водохозяйственный участок реки — Обь от города Салехард и до устья, речной подбассейн реки — бассейны притоков Оби ниже впадения Северной Сосьвы. Речной бассейн реки — (Нижняя) Обь от впадения Иртыша.